# 枝吉神陽
枝吉 神陽（えだよし しんよう、文政5年5月24日（1822年7月12日） - 文久2年8月14日（1862年9月8日））は、江戸時代後期の幕末に活躍した佐賀藩の思想家、教育者、国学者。藩校弘道館の教諭。外務卿、内務大臣を務めた副島種臣は実弟。本名は経種。佐賀の尊皇派の中心的存在。

## 経歴
佐賀藩の藩校・弘道館の教授であった枝吉南濠種彰の長男として生まれる。幼児期より神童と賞され、20歳の時には江戸の昌平黌に学んでいるが、ほどなく舎長に推されている。また、漢学に偏重した内容に異議を唱え、国学を学ぶことを認めさせた。
早くから儒教や朱子学の教えに疑問を抱いており、佐賀藩内にも感化されたものが多かった『葉隠』をも否定したといわれる。
26歳で帰郷してからは弘道館の教諭や什物方などを務める傍ら、父南濠の唱えた「日本一君論」を受け継ぎ勤王運動を行った。1850年には「義祭同盟」を結成。天皇を中心とした政治体制である律令制などの知識を伝授するなど、藩論を尊王倒幕に向かわせようとしたが藩主鍋島直正を動かすことは出来ず失敗している。なお、この義祭同盟からは実弟の副島種臣のほか、大隈重信、江藤新平、大木喬任、島義勇ら明治維新に大きな影響を与えた人材を多数輩出しており、「佐賀の吉田松陰」とも言える人物である。また、水戸の藤田東湖と「東西の二傑」と並び称された。
1863年、コレラに罹った妻を看病するうち自身も罹患し、死去。享年41。墓所は佐賀市本庄町の高伝寺。
1911年、従四位を追贈された。

## 影響
神陽は律令制を学ぶことを奨励したが、彼の教えを受けた江藤新平（初代司法卿）や大木喬任（2代司法卿）は法整備に活躍した。また、明治政府が当初導入した太政官制は副島種臣が起草したものであるが、ここにも神陽の影響がみられている。

## 同時代の評価
- 「肥前にて枝吉平左衛門（神陽）必ず御尋ね成さるべく候。僕も一面識のみにて悉しくは存じ申さず候へども、奇男子と存じ奉り候」 - 吉田松陰
- 「彼から学んだことがわたしの一生の精神行為を養成した第一歩であった」 - 大隈重信

- 「声音は鐘のようで、眼光はかがり火のよう。端然として威厳のある風貌（ふうぼう）だった」- 副島種臣
「我輩は兄等の教育を受けて居るものであるから、物に依て吾が言う所は兄の言う言葉なりとなる。自分が理に当らぬことを言えば、自分の落度で、兄の誤りではない。」 - 副島種臣
- 「世の中に一見して畏るべき者は無い、枝吉のみは其の言動に接する者は直に圧迫され、深く交る程畏敬の念を増す」- 重野安繹

## 家族
嫡男であった道種が早逝したため、旧公家で子爵の小倉家より歌麿が養子として入り、叔父種臣の娘と結婚し家を継いだ。歌麿は陸軍軍人となり日露戦争に従軍したが、明治38年11月28日に旅順の203高地に於いて戦死し、陸軍歩兵中佐に進み青山霊園に葬られた。
次代の文種には旧公家で伯爵の烏丸光亨の二女の園子が嫁いでいる。

## 参考資料
- 龍造寺八幡宮 楠神社編集『枝吉神陽先生遺稿』（出門堂、2006年）
- 福岡博『佐賀の幕末維新「八賢伝」』（出門堂、2005年）
- 大園隆二郎『枝吉神陽』「佐賀偉人伝」（佐賀城本丸歴史館、2015年）